# Charles-Tristan de Montholon
Charles-Tristan de Montholon, född den 21 juli 1783 i Paris, död där den 21 augusti 1853, var en fransk markis, militär och memoarförfattare.
de Montholon deltog med utmärkelse i de napoleonska krigen, särskilt i slaget vid Wagram (1809), där han erhöll fem sår. Han blev samma år greve och kammarherre hos kejsaren, till vars närmaste omgivning han alltsedan dess hörde; han blev 1811 brigadgeneral och tjänstgjorde under "de hundra dagarna" som kejsarens generaladjutant. 
Jämte sin hustru åtföljde de Montholon Napoleon till Sankt Helena (1815), där han troget kvarstannade till sin kejserlige herres död (maj 1821); han var under denna tid och även efter Napoleons död en av de verksammaste anhängarna av den så kallade "Longwoodpolitiken", som gick ut på att främja dynastins sak genom att överdriva Napoleons martyrskap och den engelske guvernörens, sir Hudson Lowes, trakasserier. 
Tillsammans med general Gourgaud utgav de Montholon Napoleons memoarer, Mémoires pour servir à l'histoire de France sous Napoleon, écrits à Sainte-Hélène sous sa dictée (8 band, 182325; ny edition 1905). Han vistades länge i Belgien, men tilläts efter julirevolutionen 1830 av Ludvig Filip att återinträda i armén. 
de Montholon var 1840 Louis Napoleons "stabschef" och främste medhjälpare vid det misslyckade resningsförsöket i Boulogne, insattes jämte denne på fästningen Ham, men frigavs 1847 (en tid efter prinsens flykt i maj 1846) och begav sig då till England, där han författade memoararbetet Récits de la captivité de l'empereur Napoléon à Sainte-Héléne (2 band, 1846). 
Till Frankrike återkom de Montholon efter 1848 års februarirevolution, blev 1849 deputerad i lagstiftande församlingen, men spelade inte någon vidare märklig roll. Sålunda höll han sig bland annat fjärran från prins-presidenten Napoleons statsstreck den 2 december 1851. 
En god karakteristik av de Montholon och hans författarverksamhet ger lord Rosebery i Napoleon: the Last Phase (1900; svensk översättning "Napoleon efter Waterloo", 1901). de Montholons hustrus Souvenirs de Sainte-Hélène utgavs 1901.